# 塞纳河畔讷伊圣若翰洗者堂

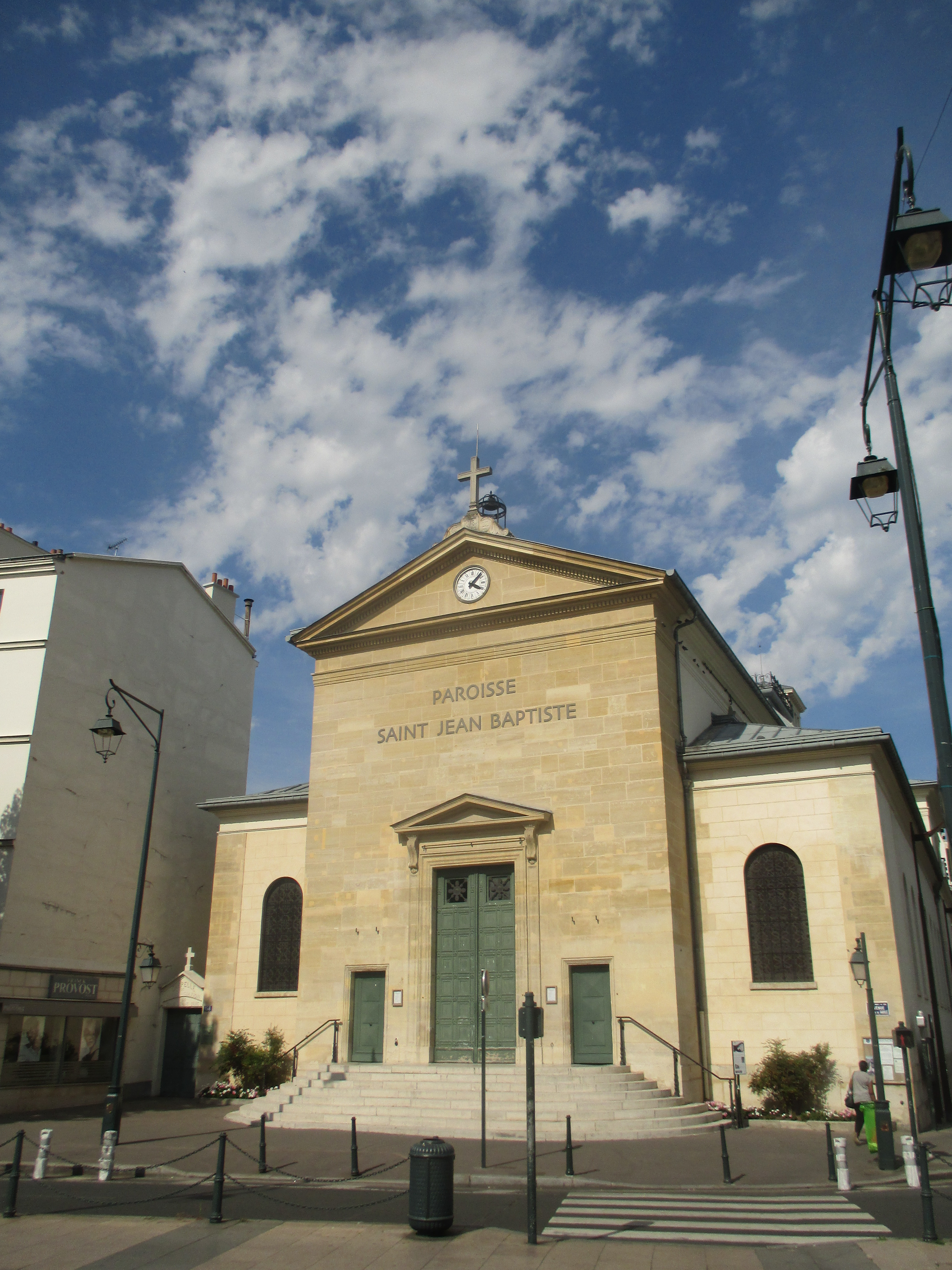

塞纳河畔讷伊圣若翰洗者堂（Église Saint-Jean-Baptiste de Neuilly）是一座罗马天主教的堂区教堂，位于法国法兰西岛大区上塞纳省市镇塞纳河畔讷伊的戴高乐大街（Avenue Charles-de-Gaulle）156号。该堂属于天主教楠泰爾教區，供奉圣若翰洗者，已列为文物保护单位。

## 建筑

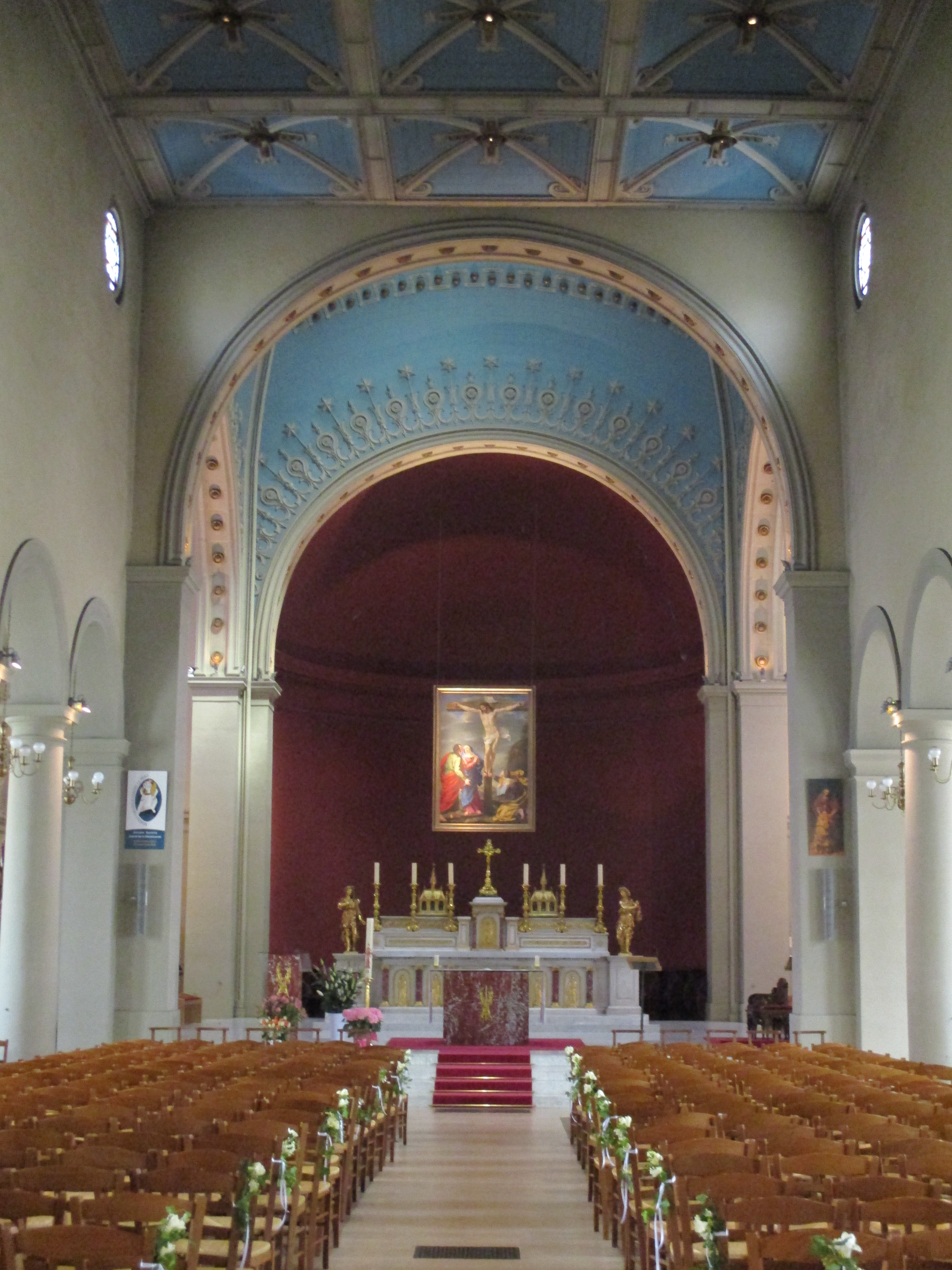
教堂内部

教堂的立面为希腊新古典主义建筑风格。正祭台带有丰富的17世纪末元素，有一幅古老的祭坛画。洗礼池系15世纪遗物。立面的钟可以追溯到1778年。

## 历史
1540年左右，一位香槟绅士，名叫让-巴蒂斯特·德尚特梅尔（Jean-Baptiste de Chantemerle）的尚特梅尔，在这里修建了一座供奉圣若翰洗者的小堂。1779年，代之以一座正式教堂。1827年拆除，1831年重建。

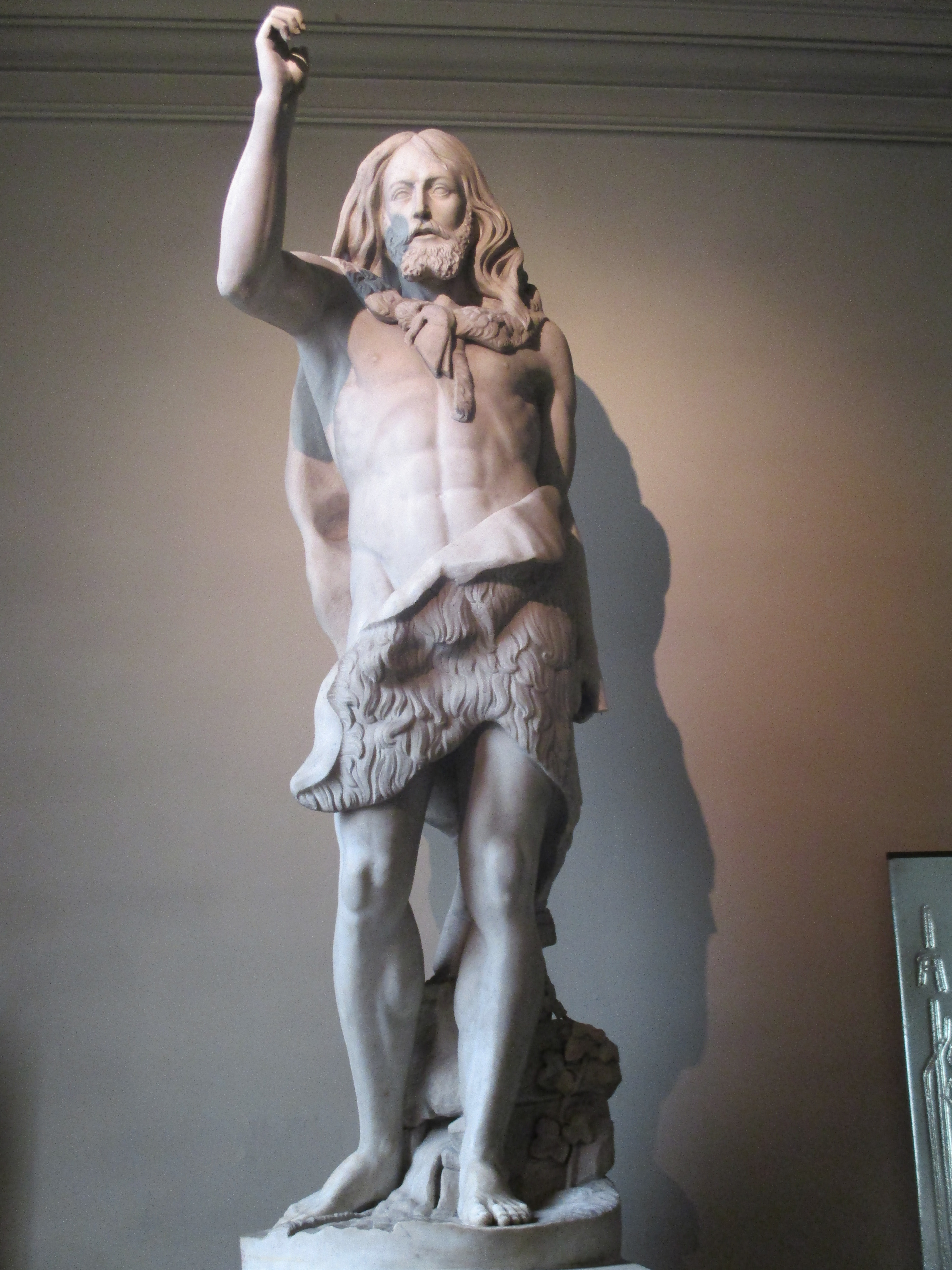
圣若翰洗者像
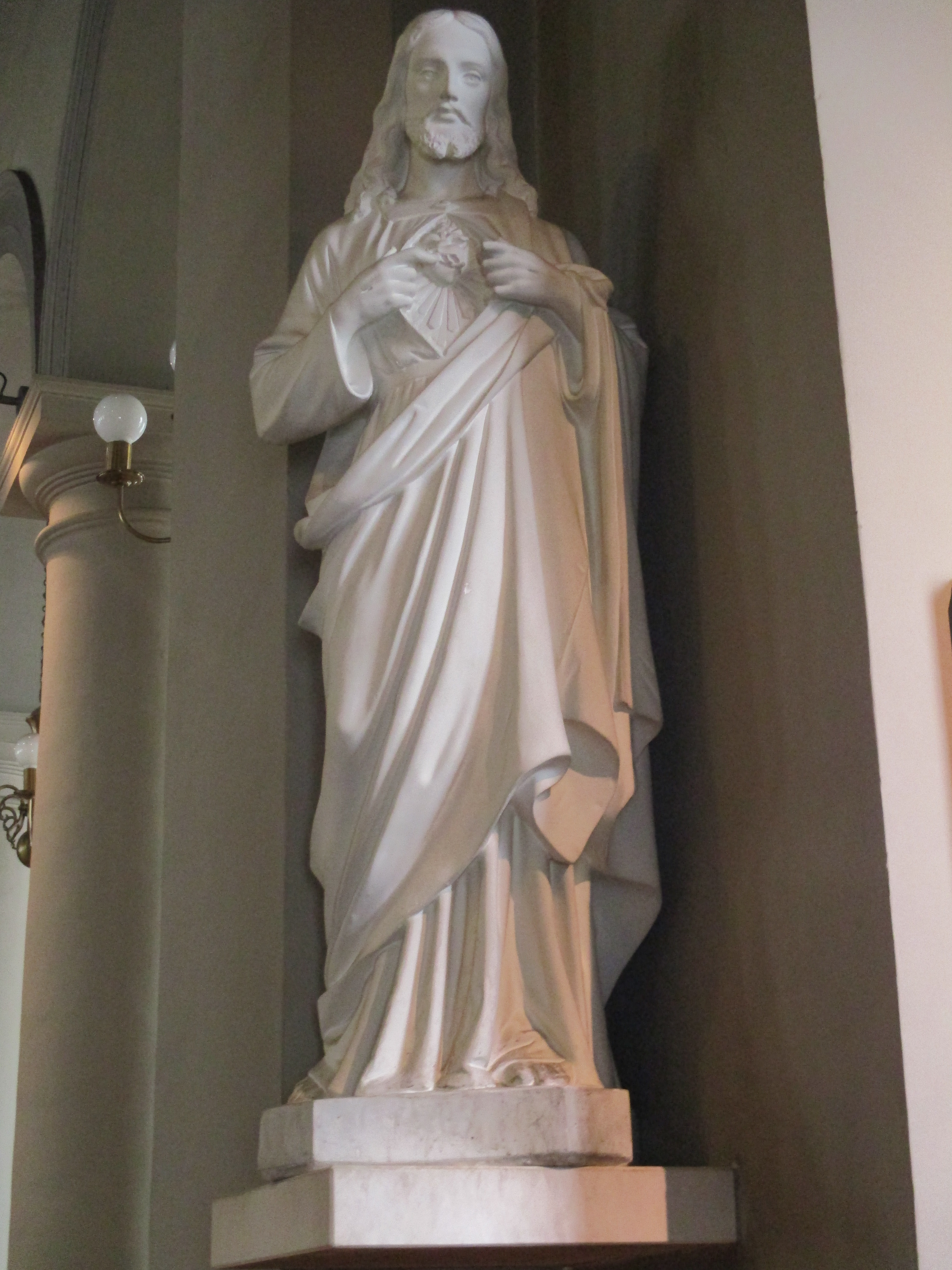
耶稣圣心像
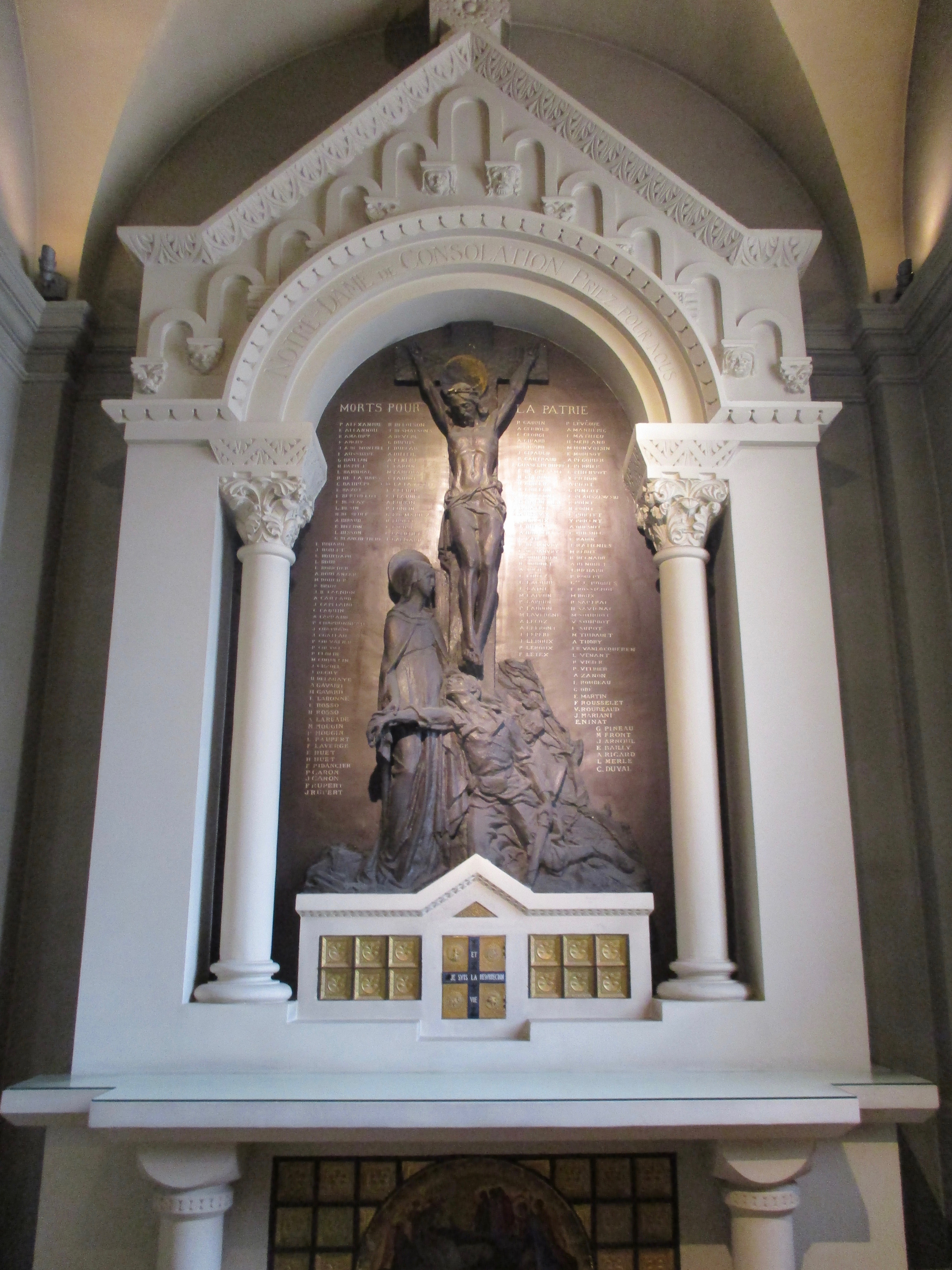
第一次世界大战死难者小堂
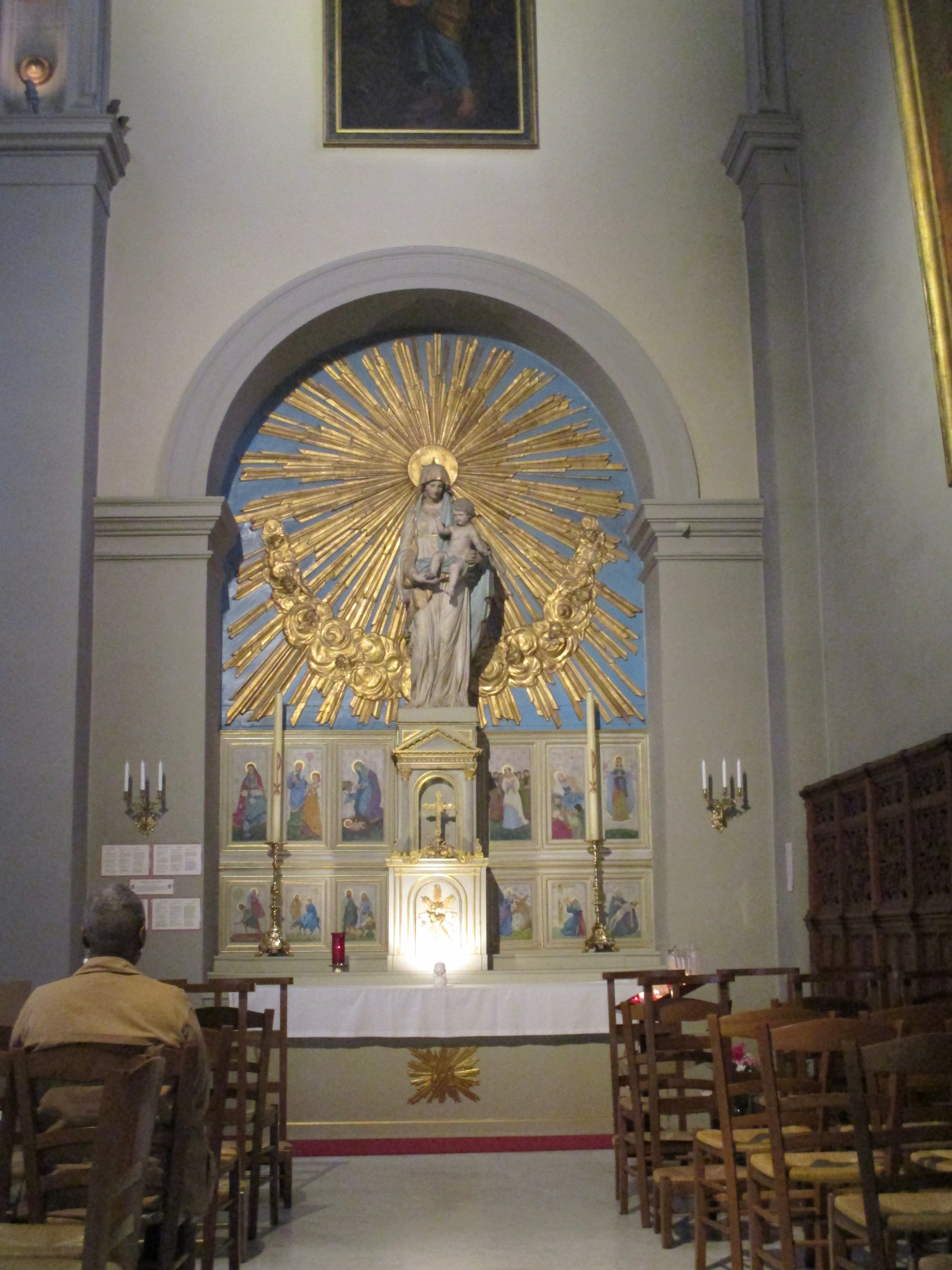
圣母小堂
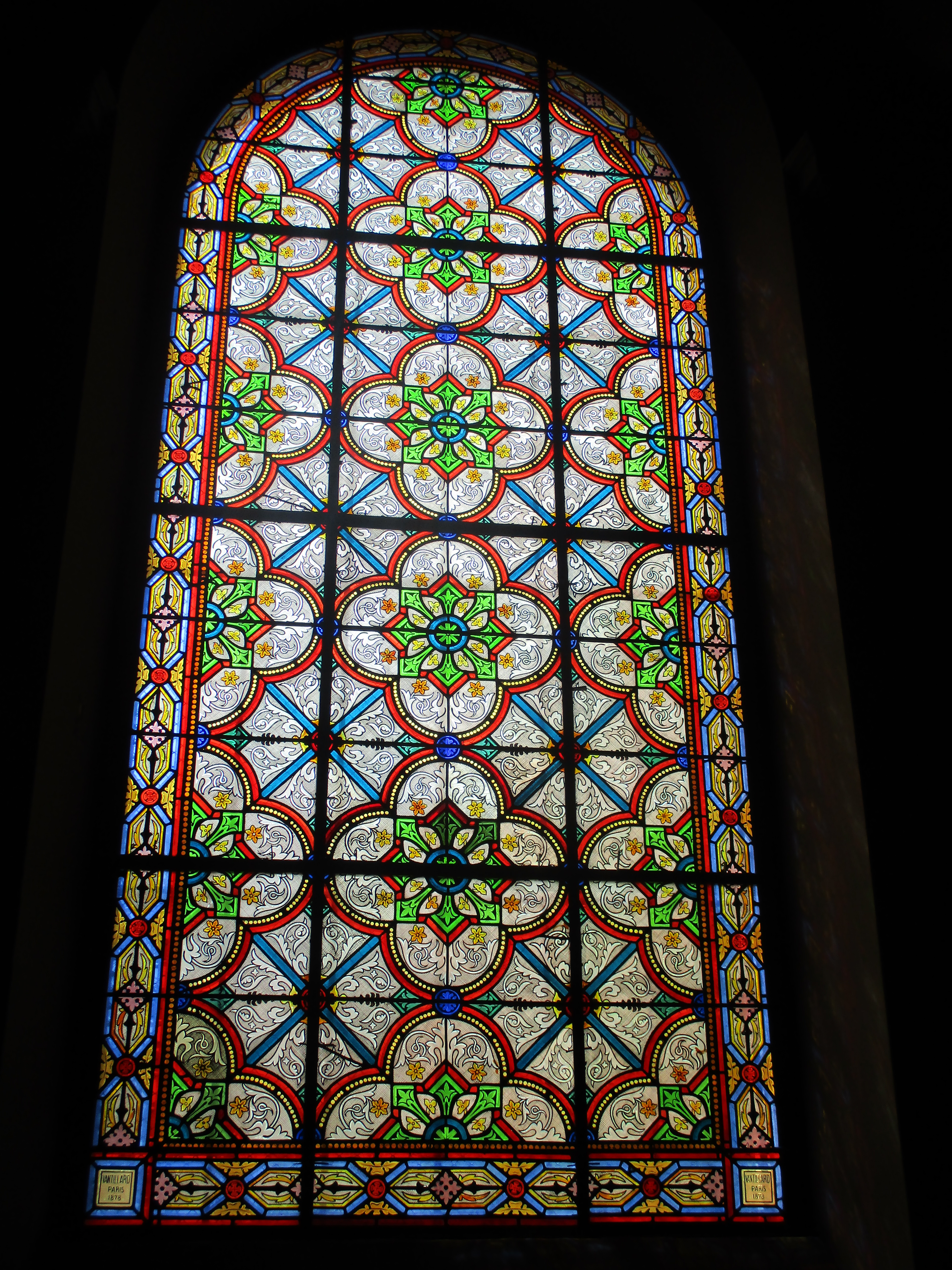
花窗玻璃